# Michael Hoenig
Michael Hoenig, né le 4 janvier 1952 à Hambourg en Allemagne, est un compositeur de musique de film et de space rock.

## Biographie
Il a commencé à travailler avec Tangerine Dream et le groupe Agitation Free.
Il a notamment composé pour les jeux vidéo de rôle Baldur's Gate et Baldur's Gate II: Shadows of Amn de BioWare.
Il a également réalisé la chanson qui fut utilisée pendant de longues années pour le thème des montagnes russes Revolution, renommée par la suite Evolution lors de la rénovation du Hall 2000, située à Lichtaart, en Belgique dans le parc de Bobbejaanland.

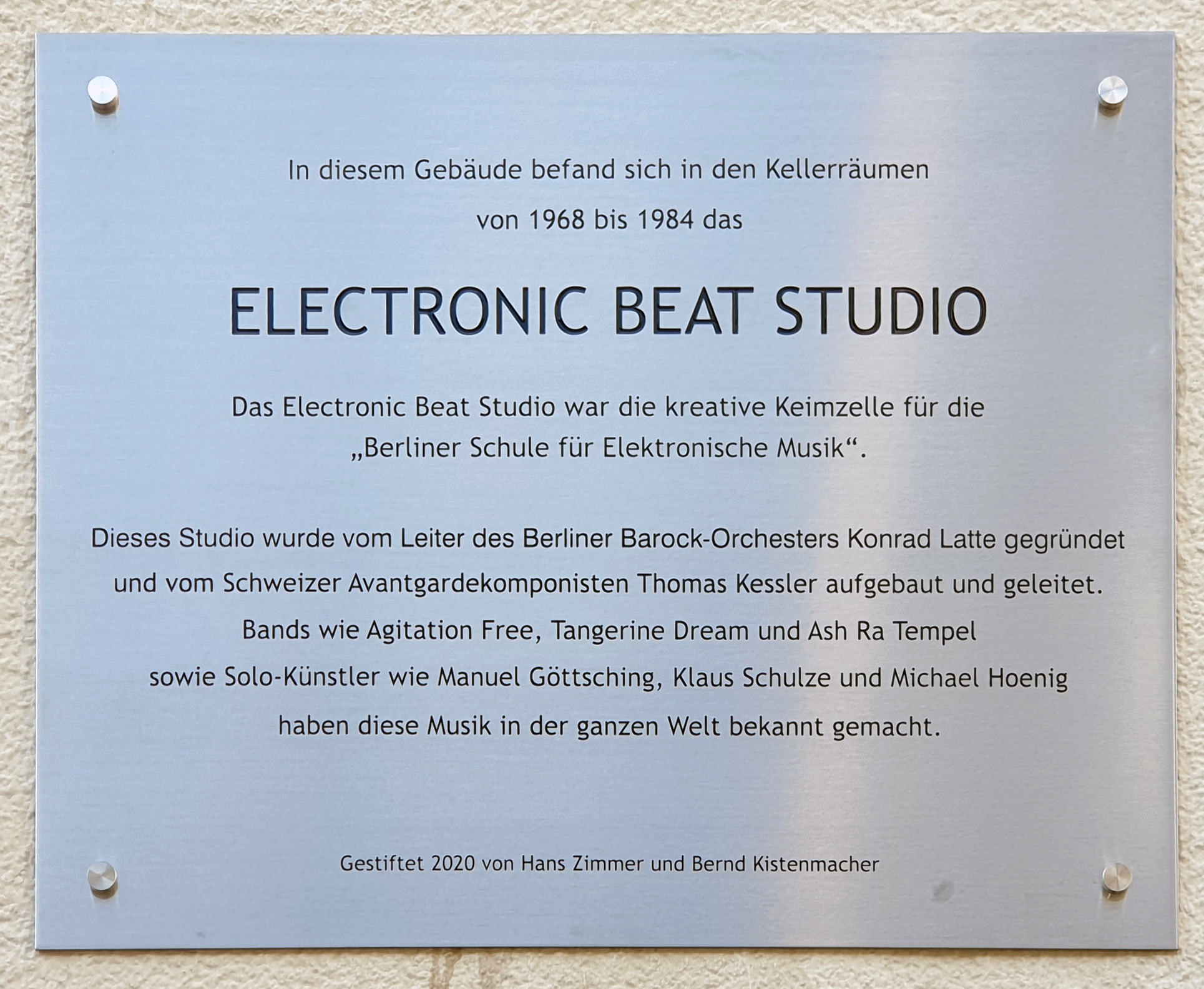
Plaque commémorative à Berlin-Wilmersdorf de lElectronic Beat Studio auquel participa Michael Hoenig.

## Discographie
- 1978 : Departure from the Northern Wasteland
- 1987 : Xcept One
- 1995 : Early Water (collaboration avec Manuel Göttsching enregistrée en 1976)

## Filmographie

### Cinéma
- 1983 : Koyaanisqatsi (musique additionnelle) de Godfrey Reggio
- 1986 : The Wraith, (Phantom) de Mike Marvin
- 1987 : The Gate de Tibor Takács
- 1988 : Le Blob de Chuck Russell
- 1989 : Lectures diaboliques, (I, Madman) de Tibor Takács
- 1990 : L'Enfer bleu (The Last of the Finest) de John Mackenzie
- 1990 : Class of 1999 de Mark L. Lester
- 1995 : Terminal Justice (Police future) de Rick King
- 1996 : Thrill (TV) (Panique sur le grand huit) de Sam Pillsbury
- 2000 : Contamination d'Anthony Hickox
- 2004 : Dracula 3000 de Darrell Roodt

### Télévision
- 1982 : Deadly Encounter de William A. Graham
- 1987 : Max Headroom de Peter Waag (série télévisée)
- 1996 : Dark Skies de Bryce Zabel
- 1999 : Strange World de Howard Gordon et Tim Kring
- 2004 : Washington Police (série télévisée)

## Distinctions

### Nominations
- 1990 : Saturn Award Le Blob (1988)
- 1997 : Emmy Awards Dark Skies (1996)